# ماوريسيو توني
ماوريسيو توني (بالإسبانية: Mauricio Toni)‏ هو لاعب كرة قدم أرجنتيني، ولد في 9 مارس 1998 في كومودورو ريفادافيا في الأرجنتين. لعب مع فيليز سارسفيلد.

## وصلات خارجية
- ماوريسيو توني على موقع قاعدة بيانات كرة القدم.إي يو (الإنجليزية)
- ماوريسيو توني على موقع Soccerway.com (الإنجليزية)